# Lourdes Benedicto
Lourdes Benedicto (Brooklyn, 12 novembre 1974) è un'attrice statunitense di origini filippine e dominicane.

## Biografia
Lourdes Benedicto è nata a Brooklyn nello stato di New York. Si è laureata alla Carnegie Mellon University di Pittsburgh. La carriera dell'attrice inizia nel 1990 recitando nel film per la televisione Gryphon. Dopo sei anni di inattività nel 1996 entra a far parte del cast di NYPD - New York Police Department nel ruolo ricorrente di Gina Martinez, che interpreterà fino al 2000.
Nel 1998 partecipa al suo primo film: Hard Night nel ruolo di Vola. Dopo alcune partecipazioni in piccoli ruoli in alcune produzioni, nel 2000 entra a far parte del cast di Titans nel ruolo di Samantha Sanchez. Interpreterà questo personaggio fino al 2001, anno della cancellazione della serie. Nello stesso anno partecipa a due serie televisive di successo: interpreta Rena Trujillo in cinque episodi di E.R. - Medici in prima linea e Karen Torres in sette episodi di Dawson's Creek.
Nel 2003 partecipa alla seconda stagione di 24 nel ruolo dell'agente Carrie Turner. Nel 2006 ottiene uno dei ruoli per cui è maggiormente conosciuta dal grande pubblico: quello di Eva Rios, uno dei personaggi principali della serie televisiva di breve durata The Nine. Terminata la serie, nel 2008, partecipa ad un'altra serie di breve durata, Cashmere Mafia nel ruolo ricorrente di Alicia Lawson. Tra il 2009 ed il 2010 ha fatto parte del cast principale della serie televisiva V, nel ruolo di Valerie Stevens, la moglie del Visitors Ryan Nichols interpretato da Morris Chestnut.

## Filmografia

### Cinema
- Hard Night (Permanent Midnight), regia di David Veloz (1998)
- Drive Me Crazy, regia di John Schultz (1999)
- Two Days, regia di Sean McGinly (2003)
- The Fighting Temptations, regia di Jonathan Lynn (2003)
- Unbeatable Harold, regia di Ari Palitz (2006)
- Stew, regia di Anna-Maria Roskewitsch – cortometraggio (2010)

### Televisione
- Gryphon, regia di Mark Cullingham – film TV (1990)
- NYPD - New York Police Department (NYPD Blue) – serie TV, 22 episodi (1996-2000)
- Law & Order - Unità vittime speciali (Law & Order: Special Victims Unit) – serie TV, episodio 1x09 (1999)
- Resurrection Blvd. – serie TV, episodi 1x06-1x08 (2000)
- Titans – serie TV, 13 episodi (2000-2001)
- E.R. - Medici in prima linea (ER) – serie TV, 5 episodi (2001)
- Squadra Med - Il coraggio delle donne (Strong Medicine) – serie TV, episodio 2x06 (2001)
- Dawson's Creek – serie TV, 7 episodi (2001)
- Il medaglione (The Locket), regia di Karen Arthur - film TV (2002)
- 24 – serie TV, 10 episodi (2003)
- The Lyon's Den – serie TV, episodio 1x09 (2003)
- The Dead Zone – serie TV, episodio 4x07 (2005)
- Le campane d'argento (Silver Bells), regia di Dick Lowry (2005)
- The Nine – serie TV, 9 episodi (2006-2007)
- Cashmere Mafia – serie TV, 6 episodi (2008)
- Numb3rs – serie TV, episodio 5x08 (2008)
- V – serie TV, 10 episodi (2009-2010)
- NCIS - Unità anticrimine (NCIS) – serie TV, episodio 10x20 (2013)
- Pure Genius – serie TV, episodio 1x10 (2017)
- Major Crimes – serie TV, 4 episodi (2017)
- Animal Kingdom – serie TV, episodio 3x10 (2018)
- Shameless – serie TV, episodio 10x11 (2020)
- 9-1-1: Lone Star – serie TV, episodio 1x02 (2020)

## Doppiatrici italiane
Nelle versioni in italiano delle opere in cui ha recitato, Lourdes Benedicto è stata doppiata da:
- Monica Ward in Dawson's Creek, The Nine
- Rossella Acerbo in The Fighting Temptations, Major Crimes
- Maura Cenciarelli in Hard Night
- Giuppy Izzo in NYPD - New York Police Department
- Emanuela D'Amico in Law & Order - Unità vittime speciali
- Alessandra Korompay in Resurrection Blvd.
- Antonella Baldini in Titans
- Alessandra Cassioli in 24
- Laura Latini in Cashmere Mafia
- Stella Musy in V

## Riconoscimenti
- ALMA Awards
  - 2002 – Candidatura alla miglior attrice non protagonista in una serie TV per E.R. - Medici in prima linea